# 夏益荣
夏益荣（1925年—1972年，英文名：David Yi-Yung Hsia），美国著名华裔医学家、血液学家、儿科学家。此人在中文中少有录著，美国文献尤其教科书中多有提及此人。

## 生平
1925年生于上海，祖籍浙江宁波鄞县。生父夏晋麟为民国著名外交家，叔夏晉熊为民国大陆末期财经中枢之一。幼年即赴英国念书。1940年又赴美国念大学，毕业于宾夕法尼亚州名私校哈弗福德学院。又入哈佛医学院学医，以荣誉获得哈佛大学医学博士。在新奥爾良完成住院实习。于費城兒童醫院完成儿科训练。继而于1948年入纽约医院完成二期儿科医生训练。回到哈佛大学完成生物化学和遗传学训练。1956年赴英国伦敦在伦敦大学学院盖尔顿实验室继续生物化学和基因学的研究一年。
1957年入芝加哥儿童纪念医院正式成为一名儿科医生，成为儿科遗传门诊部主任，兼在美国西北大学讲授儿科学。1957年至1969年，任芝加哥儿童纪念医院医院生物化学和遗传学部主任，并于1960年升任芝加哥大学教授，年仅35岁。1969年，又任芝加哥洛約拉大學医学院儿科系系主任和大学附属医院儿科主任。
1971年越战时期赴越南西贡讲学、研究一年。1972年归美国。1972年1月在美国芝加哥因交通事故英年早逝，年仅46岁。

## 医学贡献
夏在儿科、血液学、代谢学贡献卓著，是这些领域的权威。1953年发现三级血素(gamma globulin)可以抑制黄疸病。1968年发明一种特制营养餐可以助患先天苯丙酮尿症(PKU)的儿童神经正常发育。曾著有多部代谢学权威教科书，在美国医学教育界盛行多年，多次再版，包括：
- 1959年首版 Inborn Error of Metabolism (中文：《先天代谢缺陷》)，曾是美国最流行的儿科代谢学教科书，此教科书在美再版多次[2]。
- 1969年专著 Galactosemia (中文：《半乳糖血症》)，美国C. C. Thomas出版社出版

## 荣誉
- 1970年，因医学研究和教育贡献卓著，获得芝加哥市政府“希望之城”奖章[4]。

## 家族
家族出自宁波府鄞县，与余姚倪韫山家族为远亲，主要成员有：
- 父亲夏晋麟，母亲牛惠珍
- 叔父夏晉熊
- 妻时学玄，岳父时昭瀛曾任外交部常务次长[4]

两子两女：
- 长子夏竹文，美国职业律师
- 次子夏竹武
- 长女夏竹英，美国医生
- 次女夏竹芳(英文：Lisa Hsia)，美国著名媒体人，美广(ABC)和国广(NBC)高管，曾获6次艾美奖[5]。